# 埃斯克里涅勒
埃斯克里涅勒（法語：Escrignelles，法語發音：[ɛskʁiɲɛl]）是法国卢瓦雷省的一个市镇，属于蒙塔日区。

## 地理
埃斯克里涅勒（47°42'56"N, 2°49'18"E）面积14.04 平方千米，位于法国中央-卢瓦尔河谷大区卢瓦雷省，该省份为法国中北部省份，北起埃松省，西北接厄尔-卢瓦省，西南接卢瓦-谢尔省，南至涅夫勒省和谢尔省，东临约讷省，东北接塞纳-马恩省。
与埃斯克里涅勒接壤的市镇（或旧市镇、城区）包括：加蒂奈地区凡、阿东、拉比西耶尔、罗尼-莱塞特埃克吕斯、特雷泽河畔乌祖埃。

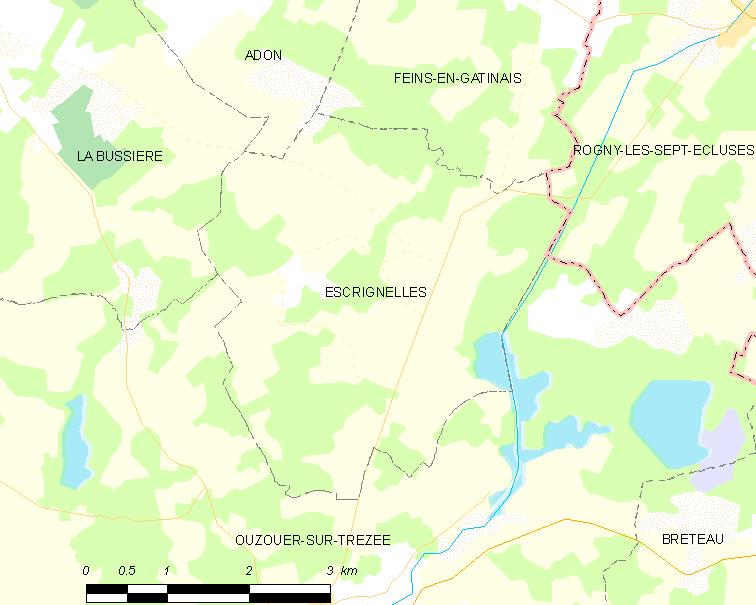
埃斯克里涅勒的OSM定位图

埃斯克里涅勒的时区为UTC+01:00、UTC+02:00（夏令时）。

## 行政
埃斯克里涅勒的邮政编码为45250，INSEE市镇编码为45138。

## 政治
埃斯克里涅勒所属的省级选区为日安县。

## 人口

1962-2008年间埃斯克里涅勒人口变化图示

埃斯克里涅勒于2022年1月1日时的人口数量为57人。